# Estònia al Festival de la Cançó d'Eurovisió
Estònia ha participat en el Festival de la Cançó d'Eurovisió des del debut, el 1994. Va intentar classificar-se per a la final de l'any anterior mitjançant la participació en Kvalifikacija za Millstreet, una semifinal organitzada per introduir els països debutants que provenien d'Europa de l'Est, i que es va celebrar a Ljubljana, Eslovènia. No ho va aconseguir, després de quedar en el cinquè lloc.
Seria el 1994 quan Estònia aconseguiria classificar-se per primera vegada, encara que amb poca fortuna.
Posteriorment, Estònia va guanyar per primera i, fins al moment, l'única vegada el Festival d'Eurovisió el 2001, amb «Everybody», de Tanel Padar i Dave Benton. Aquesta va ser, també, la primera victòria d'un país excomunista i bàltic dins del Festival. El directe arrollador li va valer el triomf a Estònia, i el dret d'organitzar el Festival de 2002, al Saku Suurhall Arena de Tallinn. En aquesta ocasió, el país va aconseguir la tercera posició, empatada amb el Regne Unit.
A causa de les semifinals introduïdes el 2004, entre 2004 i 2008, Estònia no va aconseguir passar de les semifinals ni va obtenir posicions bones en la mateixa, on va quedar a prop només el 2004 en onzena posició en la semifinal.
Després de l'actuació de 2008, van caure a un penúltim lloc en la Semifinal 1, per la qual cosa van decidir cancel·lar la preselecció Eurolaul i canviar-la per l'Eesti Laul, amb millors resultats. Seria el 2009 quan Estònia arribaria a les finals amb la cançó «Rändajad» del grup Urban Symphony, que va quedar en sisè lloc.
El 2010 va ser la darrera vegada que serien eliminats en la semifinal. El 2011 va tornar a passar com una de les grans favorites, però va quedar 24a en la final i va igualar la pitjor posició del país en una final des de 1994. L'any 2012, van passar també a la final, aquesta vegada amb Ott Lepland i la cançó «Kuula», cantada en la seva llengua oficial. Finalment va aconseguir, de nou, un sisè lloc amb 120 punts.
El 2013, van tornar a portar-hi una cançó cantada en el seu idioma oficial, titulada «Et uus saaks alguse», amb la cantant Birgit Õigemeel. Per tercera vegada consecutiva, Estònia es va classificar per a la final, aquesta vegada amb un 10è lloc i, en la final, va quedar en 20è lloc amb 19 punts. El 2014, no va aconseguir classificar-se per la final, obtenint una 12a plaça amb 36 punts per part de Tanja cantant «Amazing», però el 2015 va enviar-hi «Goodbye to yesterday», interpretada per un duo compost per Stig Rästa i Elina Born que, a banda de ser dels favorits en les apostes, van fer una actuació que els va permetre passar a la final amb el millor resultat en una semifinal (igualat amb el de 2009) i quedar en 7a posició en la final, per darrere dels seus veïns de Letònia i per davant de Noruega. El 2016, Rästa hi tornaria com a compositor de «Play», un tema particular que cantaria Jüri Pootsmann i que finalment no atraparia els europeus, ja que va quedar el darrer de la semifinal. Tampoc van tenir sort Koit Toome i Laura Põldvere el 2017 amb la cançó «Verona». Aquesta situació, això no obstant, va canviar el 2018 amb «La Forza» d'Elina Nechayeva, una òpera en italià que va quedar en 8a posició en la final a Lisboa. També va aconseguir passar a la final Victor Crone el 2019 amb «Storm», que va quedar 20è amb 76 punts.
Malgrat els resultats, Estònia és considerat el país bàltic més reeixit en la història d'Eurovisió, el qual ha format part deu vegades del TOP 10 en la gran final.

## Participacions
Llegenda
| Any                         | Seu         | Artista                        | Cançó                                                | Final                | Punts                | Semifinal                 | Punts                     |
| --------------------------- | ----------- | ------------------------------ | ---------------------------------------------------- | -------------------- | -------------------- | ------------------------- | ------------------------- |
| 1993                        | Millstreet  | Janika Sillamaa                | «Muretut meelt ja südameetuld»                       | No es va classificar | No es va classificar | 5                         | 47                        |
| 1994                        | Dublín      | Silvi Vrait                    | «Nagu merelaine»                                     | 24                   | 2                    | No va haver-hi semifinals | No va haver-hi semifinals |
| No hi va participar en 1995 |             |                                |                                                      |                      |                      |                           |                           |
| 1996                        | Oslo        | Maarja-Liis Ilus & Ivo Linna   | «Kaelakee hääl»                                      | 5                    | 94                   | 5                         | 106                       |
| 1997                        | Dublín      | Maarja-Liis Ilus               | «Keelatud maa»                                       | 8                    | 82                   | No va haver-hi semifinals | No va haver-hi semifinals |
| 1998                        | Birmingham  | Koit Toome                     | «Mere lapsed»                                        | 12                   | 36                   | No va haver-hi semifinals | No va haver-hi semifinals |
| 1999                        | Jerusalem   | Evelin Samuel & Camille        | «Diamond of night»                                   | 6                    | 90                   | No va haver-hi semifinals | No va haver-hi semifinals |
| 2000                        | Estocolm    | Ines                           | «Once in a lifetime»                                 | 4                    | 98                   | No va haver-hi semifinals | No va haver-hi semifinals |
| 2001                        | Copenhaguen | Tanel Padar, Dave Benton i 2XL | «Everybody»                                          | 1                    | 198                  | No va haver-hi semifinals | No va haver-hi semifinals |
| 2002                        | Tallinn     | Sahlene                        | «Runaway»                                            | 3                    | 111                  | No va haver-hi semifinals | No va haver-hi semifinals |
| 2003                        | Riga        | Ruffus                         | «Eighties coming back»                               | 21                   | 14                   | No va haver-hi semifinals | No va haver-hi semifinals |
| 2004                        | Istanbul    | Neiokõsõ                       | «Tii»                                                | No es va classificar | No es va classificar | 11                        | 57                        |
| 2005                        | Kíev        | Suntribe                       | «Let's get loud»                                     | No es va classificar | No es va classificar | 20                        | 31                        |
| 2006                        | Atenes      | Sandra Oxenryd                 | «Through my window»                                  | No es va classificar | No es va classificar | 18                        | 28                        |
| 2007                        | Hèlsinki    | Gerli Padar                    | «Partners in crime»                                  | No es va classificar | No es va classificar | 22                        | 33                        |
| 2008                        | Belgrad     | Kreisiraadio                   | «Leto svet»                                          | No es va classificar | No es va classificar | 18                        | 8                         |
| 2009                        | Moscou      | Urban Symphony                 | «Rändajad»                                           | 6                    | 129                  | 3                         | 115                       |
| 2010                        | Oslo        | Malcolm Lincoln                | «Siren»                                              | No es va classificar | No es va classificar | 14                        | 39                        |
| 2011                        | Düsseldorf  | Getter Jaani                   | «Rockefeller Street»                                 | 24                   | 44                   | 9                         | 60                        |
| 2012                        | Bakú        | Ott Lepland                    | «Kuula»                                              | 6                    | 120                  | 4                         | 100                       |
| 2013                        | Malmö       | Birgit Õigemeel                | «Et uus saaks alguse»                                | 20                   | 19                   | 10                        | 52                        |
| 2014                        | Copenhaguen | Tanja                          | «Amazing»                                            | No es va classificar | No es va classificar | 12                        | 36                        |
| 2015                        | Viena       | Elina Born i Stig Rästa        | «Goodbye to yesterday»                               | 7                    | 106                  | 3                         | 125                       |
| 2016                        | Estocolm    | Jüri Pootsmann                 | «Play»                                               | No es va classificar | No es va classificar | 18                        | 24                        |
| 2017                        | Kíev        | Koit Toome i Laura             | «Verona»                                             | No es va classificar | No es va classificar | 14                        | 85                        |
| 2018                        | Lisboa      | Elina Nechayeva                | «La forza»                                           | 8                    | 245                  | 5                         | 201                       |
| 2019                        | Tel-Aviv    | Victor Crone                   | «Storm»                                              | 20                   | 76                   | 4                         | 198                       |
| 2020                        | Rotterdam   | Uku Suviste                    | «What Love Is»                                       | Festival cancel·lat  | Festival cancel·lat  | Festival cancel·lat       | Festival cancel·lat       |
| 2021                        | Rotterdam   | Uku Suviste                    | «The Lucky One»                                      | No es va classificar | No es va classificar | 13                        | 58                        |
| 2022                        | Torí        | Stefan                         | «Hope»                                               | 13                   | 141                  | 5                         | 209                       |
| 2023                        | Liverpool   | Alika Milova                   | «Bridges»                                            | 8                    | 168                  | 10                        | 74                        |
| 2024                        | Malmö       | 5miinust i Puuluup             | «(Nendest) Narkootikumidest ei tea me (küll) midagi» | 20                   | 37                   | 6                         | 79                        |
| 2025                        | Basilea     | Tommy Cash                     | «Espresso Macchiato»                                 | 3                    | 356                  | 5                         | 113                       |

## Festivals organitzats a Estònia
| Edició                                | Ciutat seu | Localització  | Presentandores               |
| ------------------------------------- | ---------- | ------------- | ---------------------------- |
| Festival de la Cançó d'Eurovisió 2002 | Tallinn    | Saku Suurhall | Annely Peebo i Marko Matvere |

## Galeria d'imatges

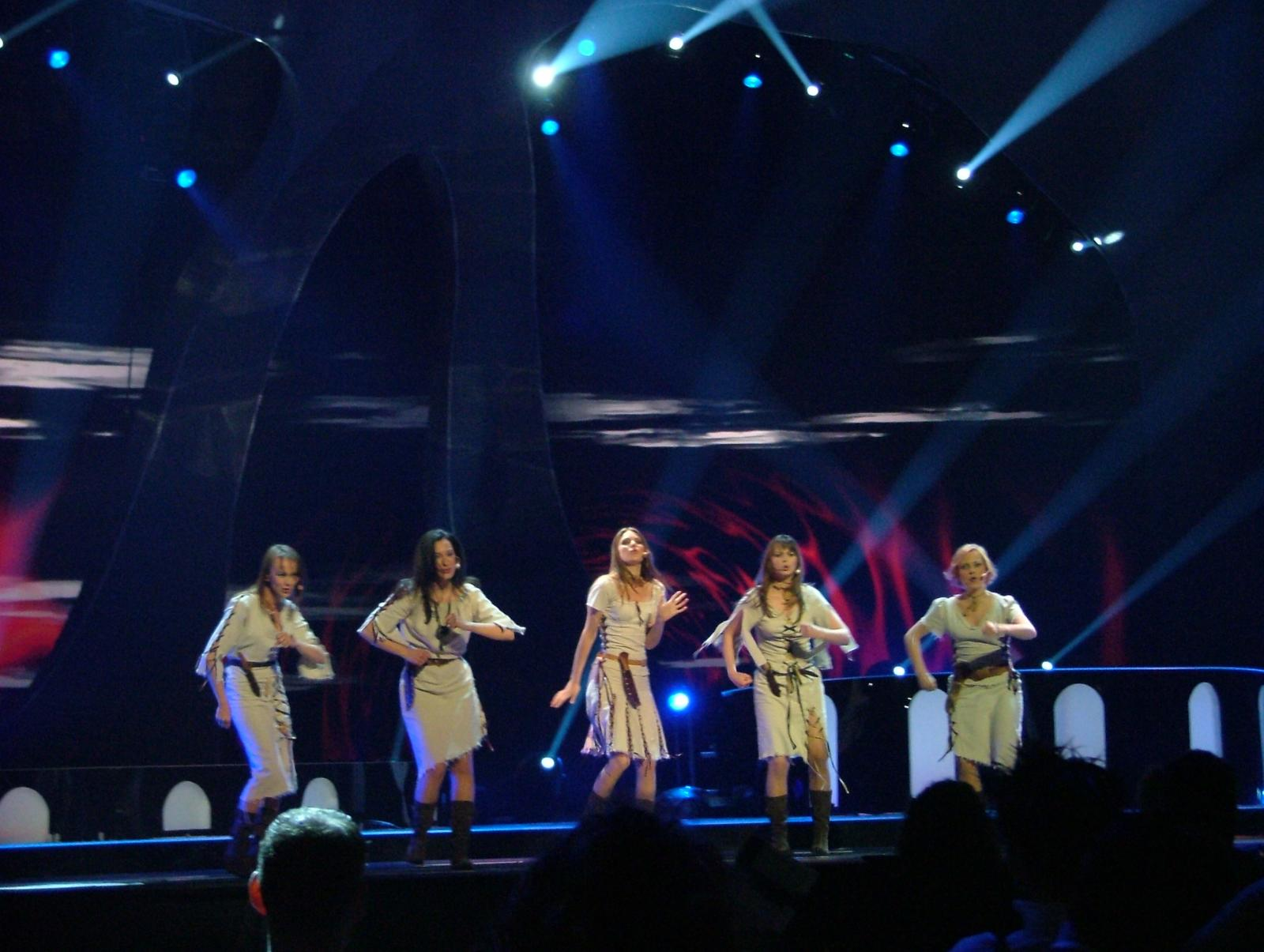
Neiokõsõ a Istanbul (2004)
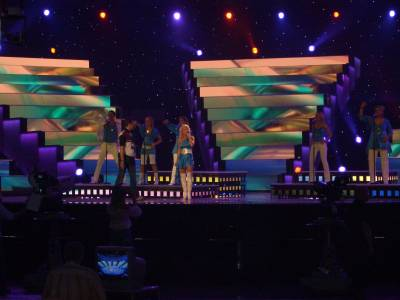
Sandra Oxenryd a Atenes (2006)
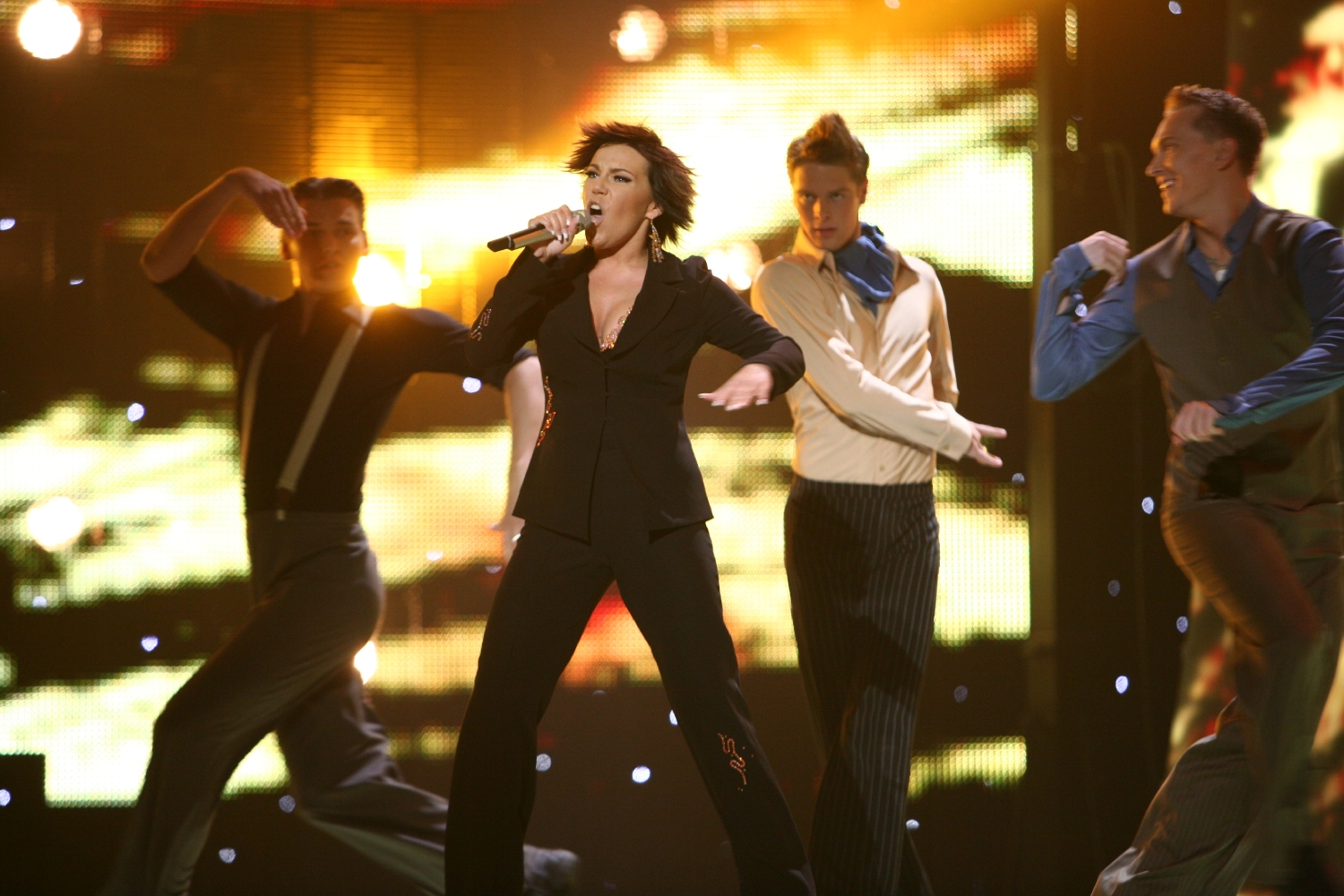
Gerli Padar a Hèlsinki (2007)
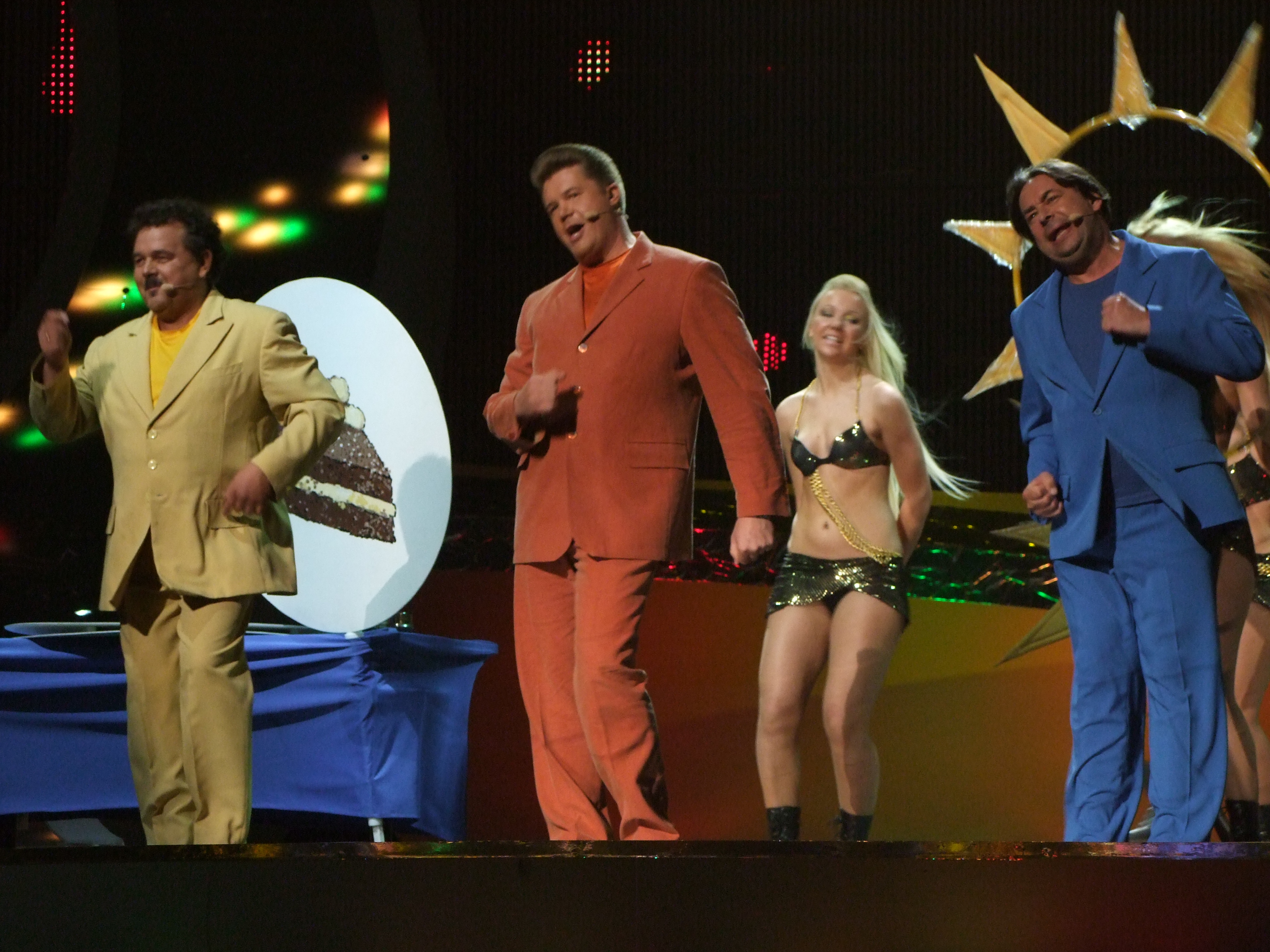
Kreisiraadio a Belgrad (2008)
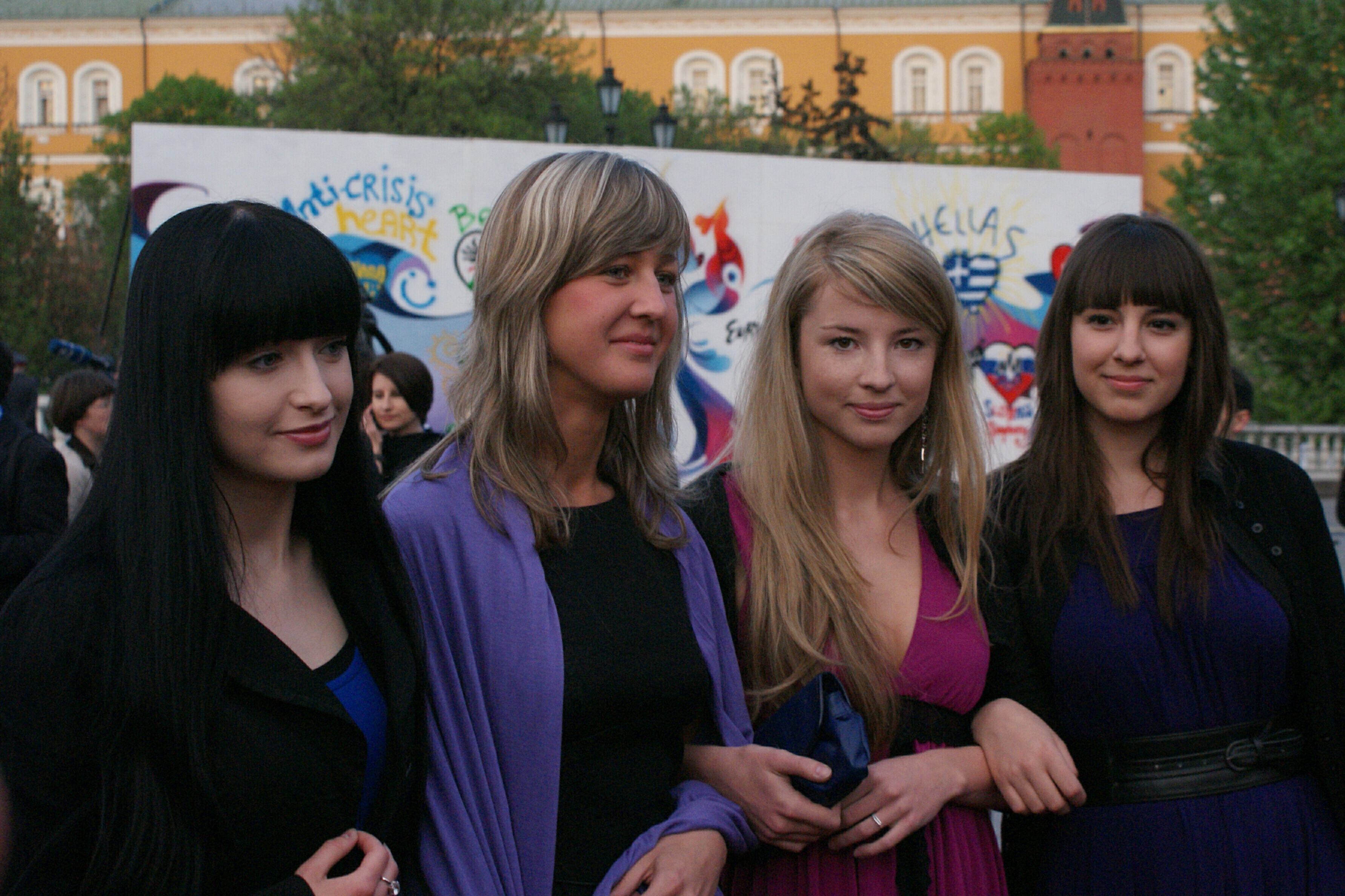
Urban Symphony a Moscou (2009)
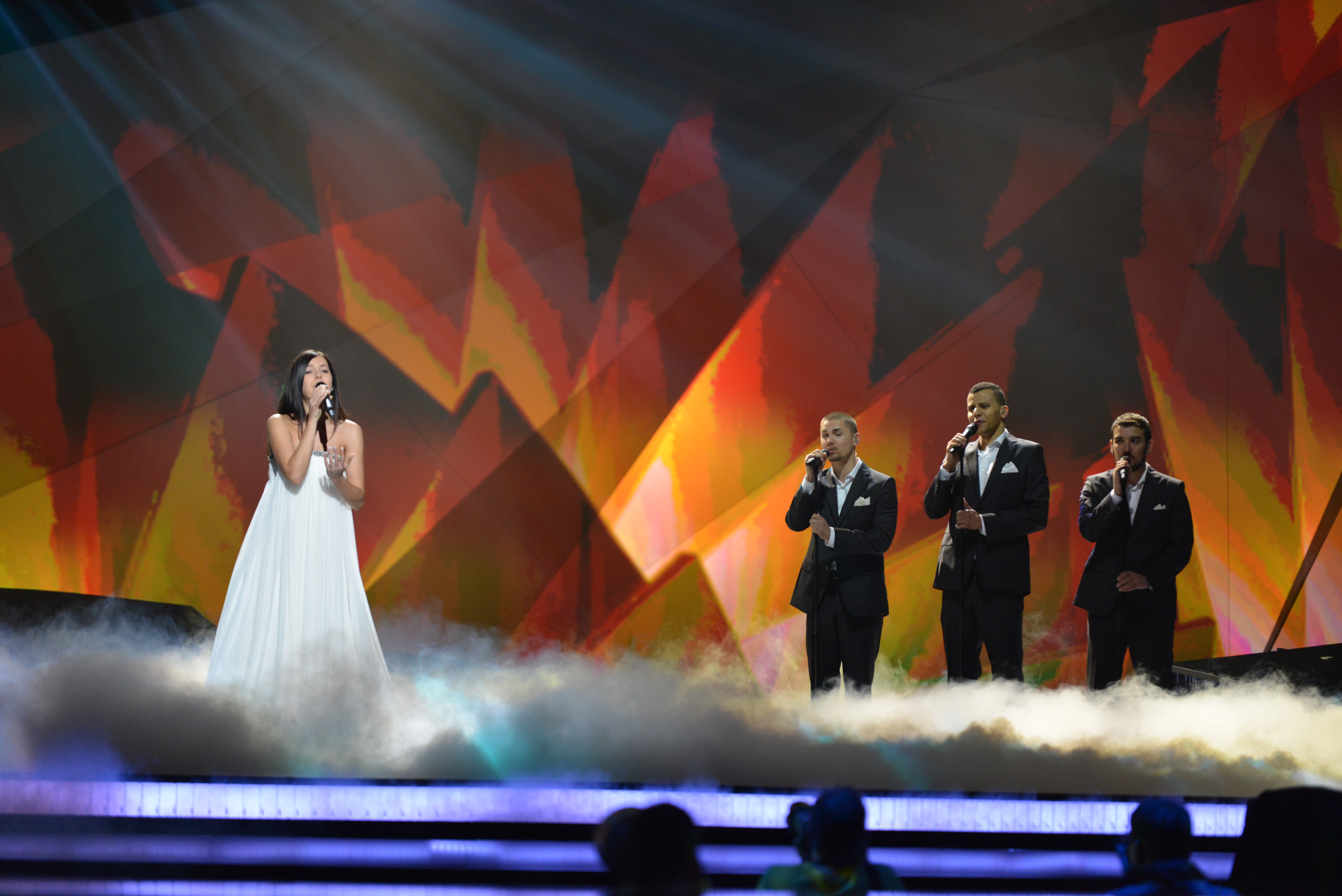
Birgit Õigemeel a Malmö (2013)
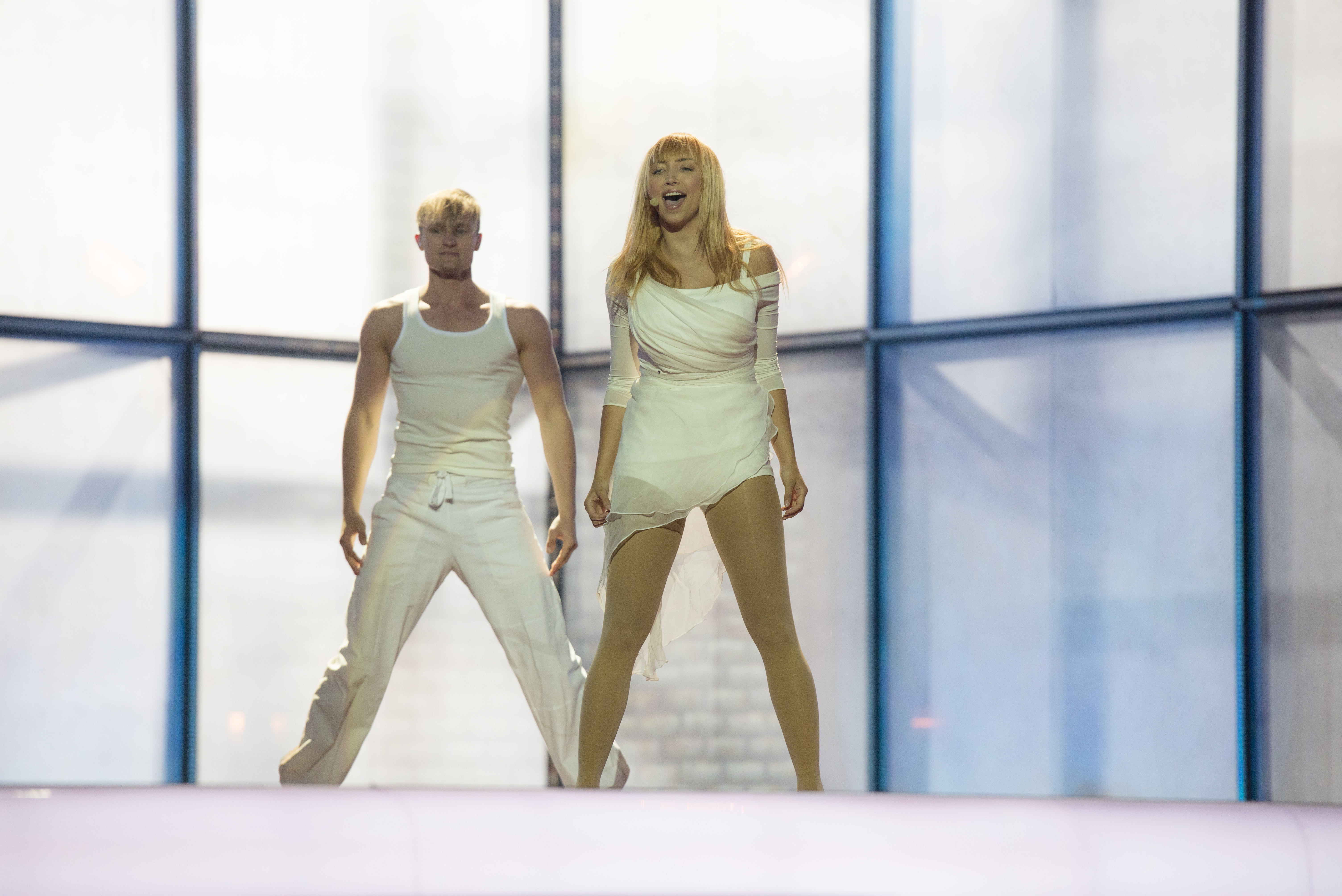
Tanja a Copenhaguen (2014)
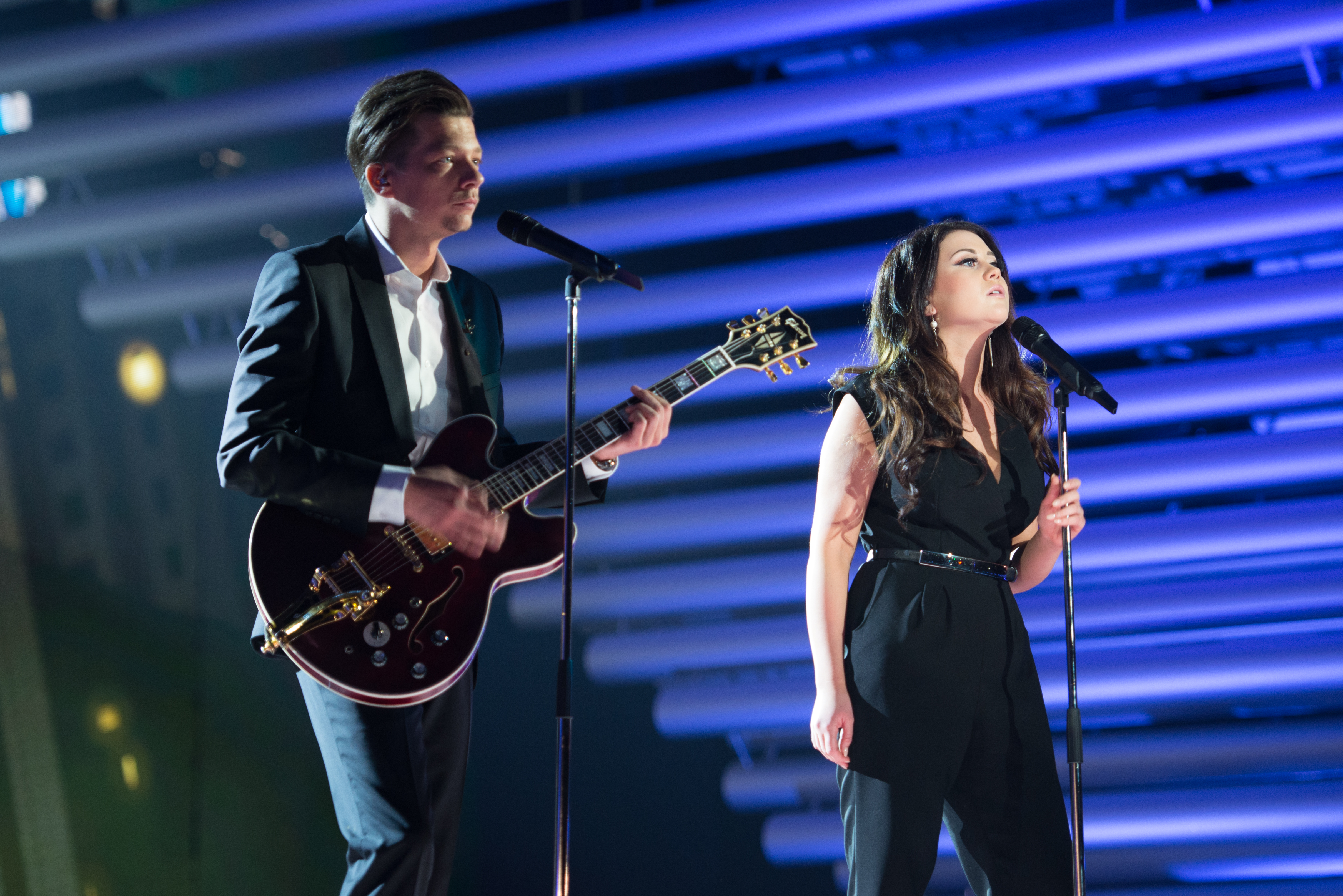
Elina Born i Stig Rästa a Viena (2015)
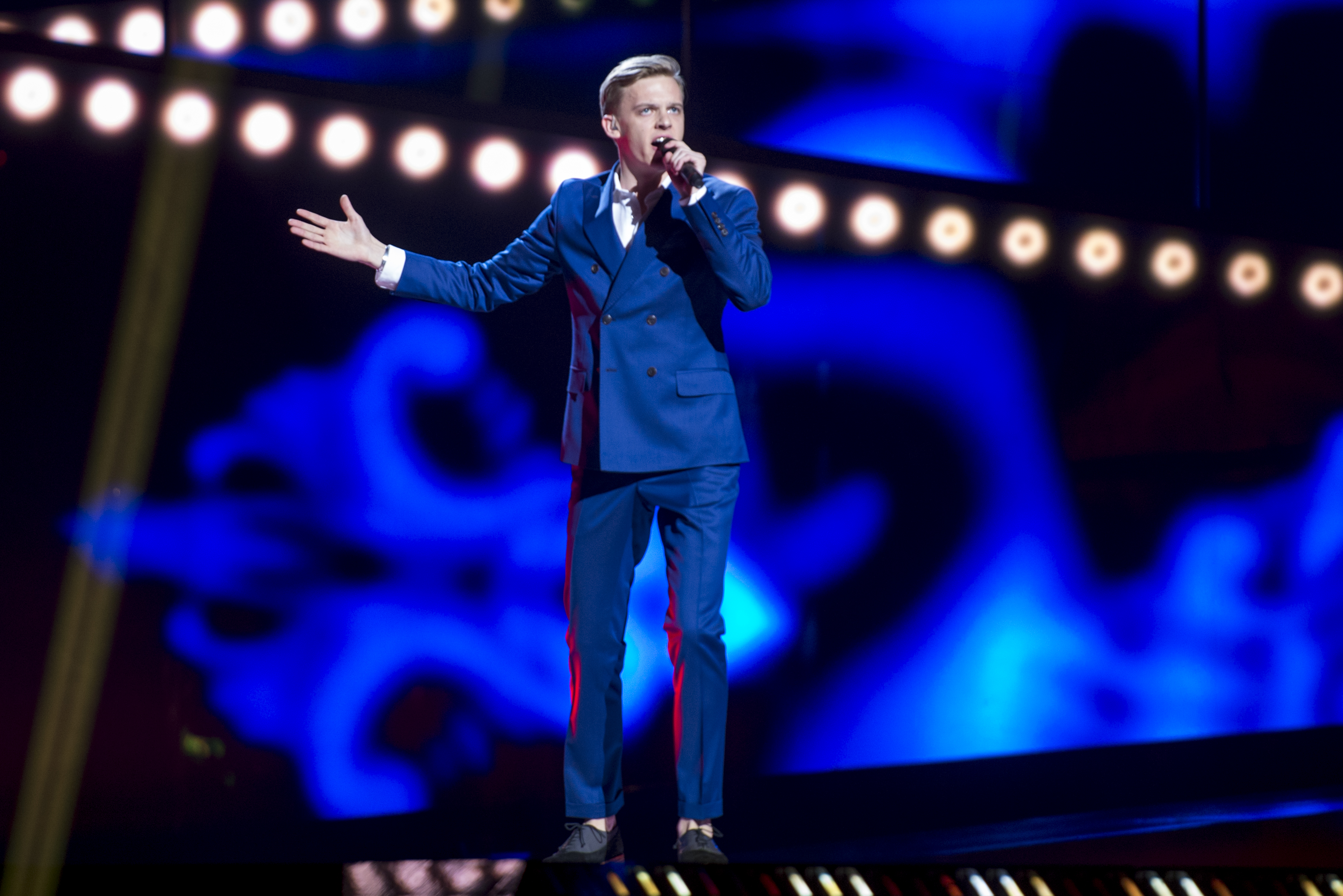
Jüri Pootsmann a Estocolm (2016)
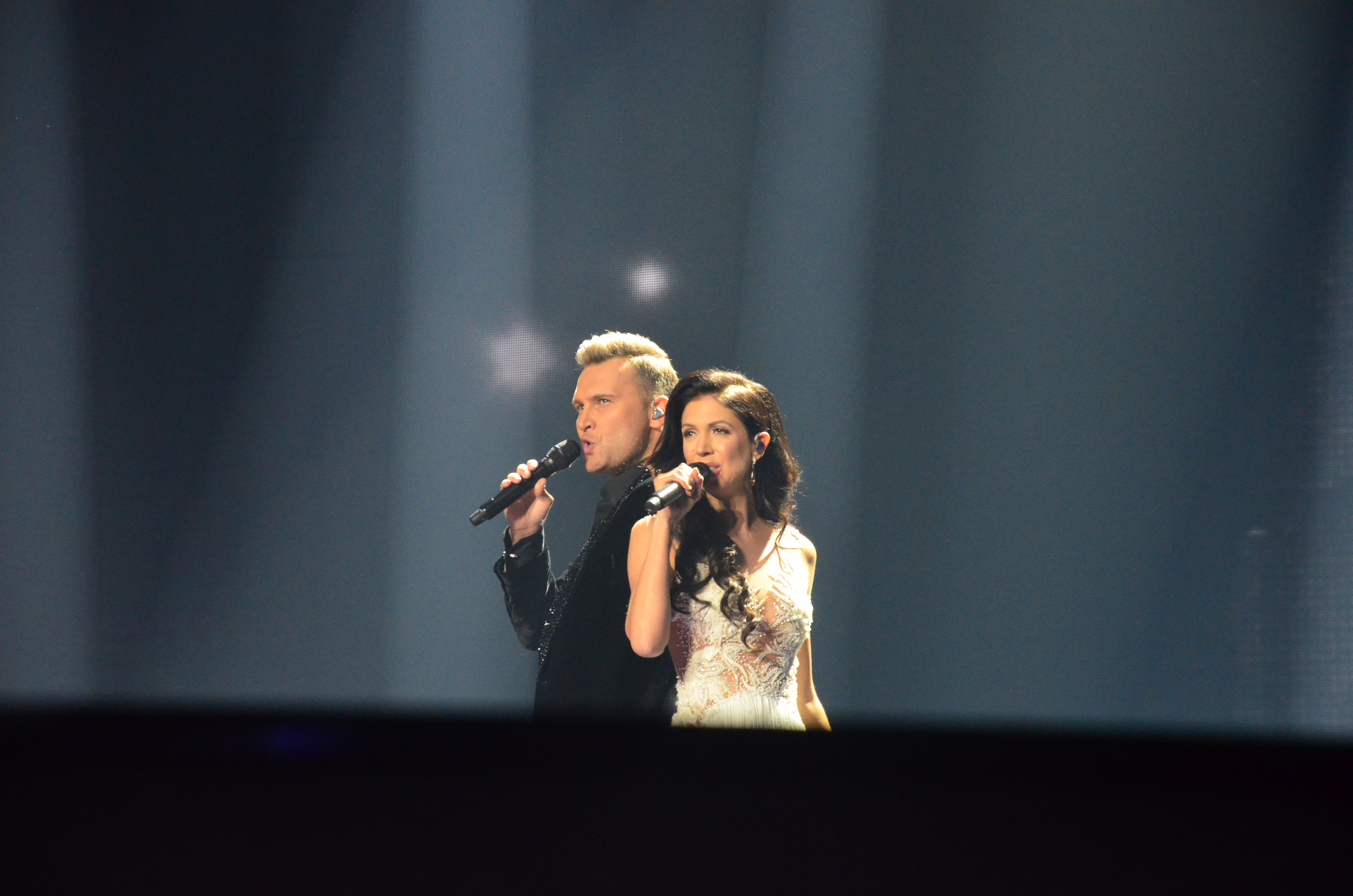
Koit Toome i Laura Põldvere a Kíev (2017)
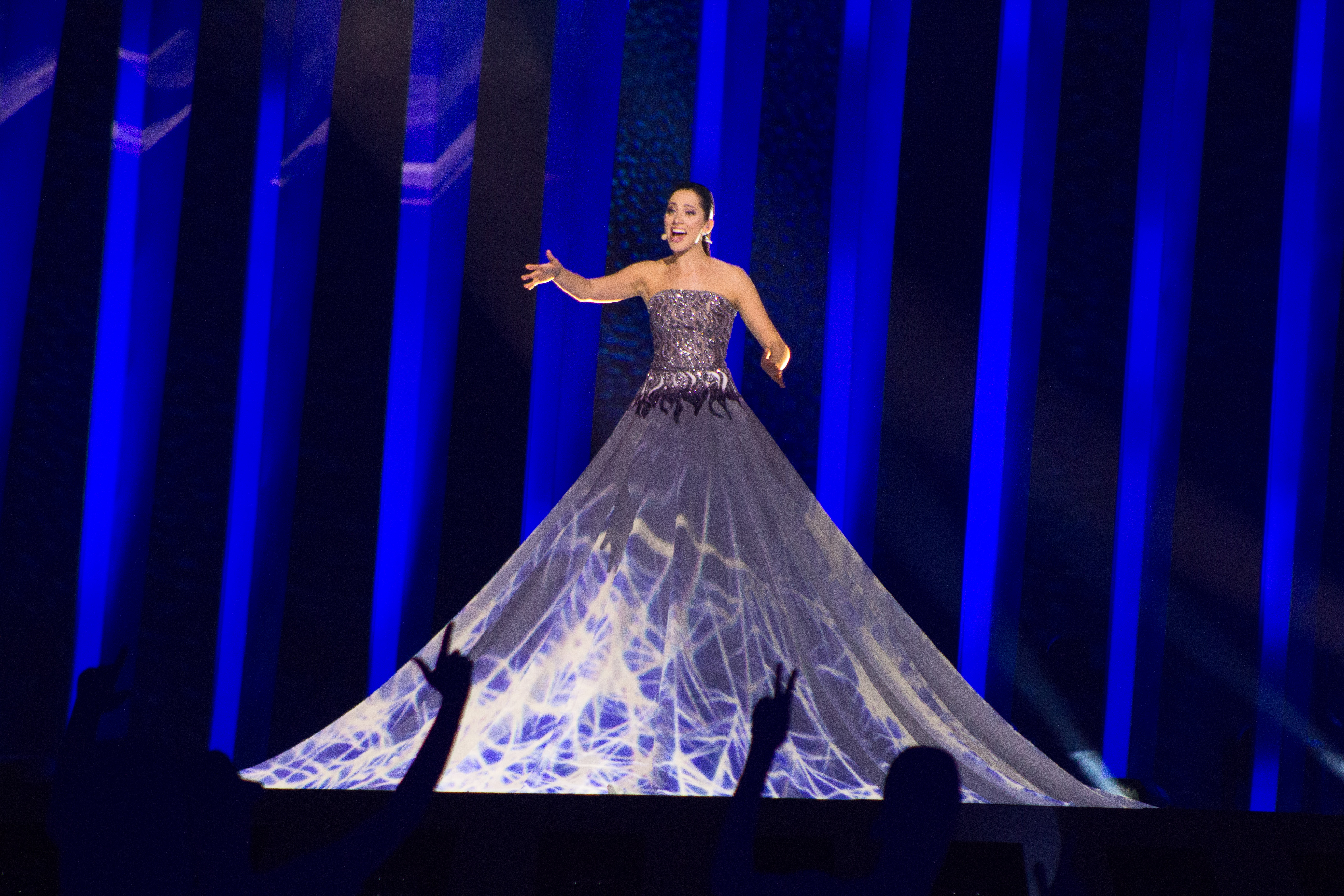
Elina Nechayeva a Lisboa (2018)
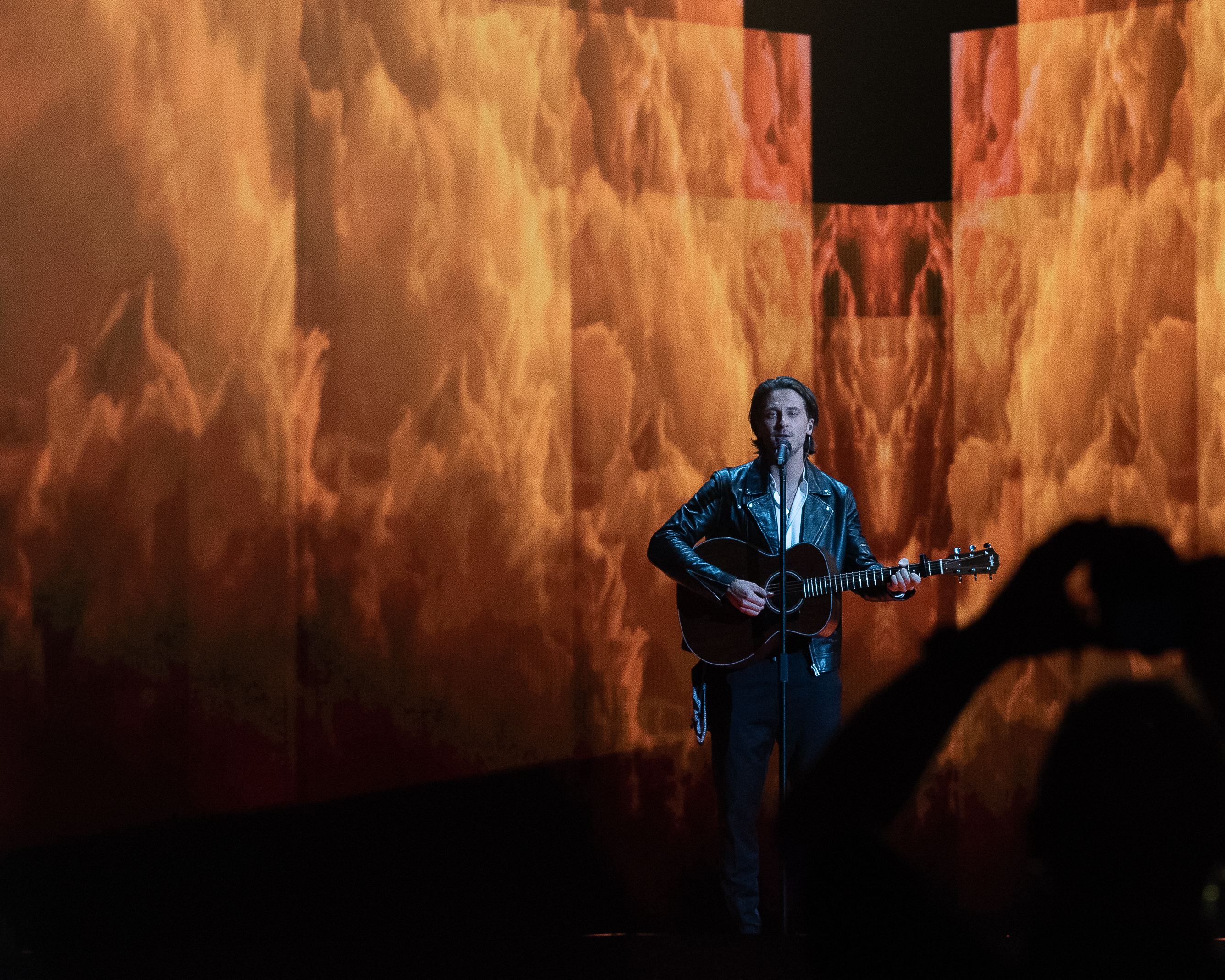
Victor Crone a Tel-Aviv (2019)